# Popadić
Popadić es un pueblo ubicado en el municipio de Mionica, distrito de Kolubara, Serbia.

## Superficie
Cuenta con una superficie de 10,63 kilómetros cuadrados.

## Demografía
Hasta 2022 la población era de 611 habitantes, con una densidad de población de 57,48 habitantes por kilómetro cuadrado.
| 1029                                                            | 1025 | 905 | 831 | 863 | 714 | 773 | 694 | 611 |
| (Fuente: Population statistics of Eastern Europe & former USSR) |      |     |     |     |     |     |     |     |